# Musée des collections d'art

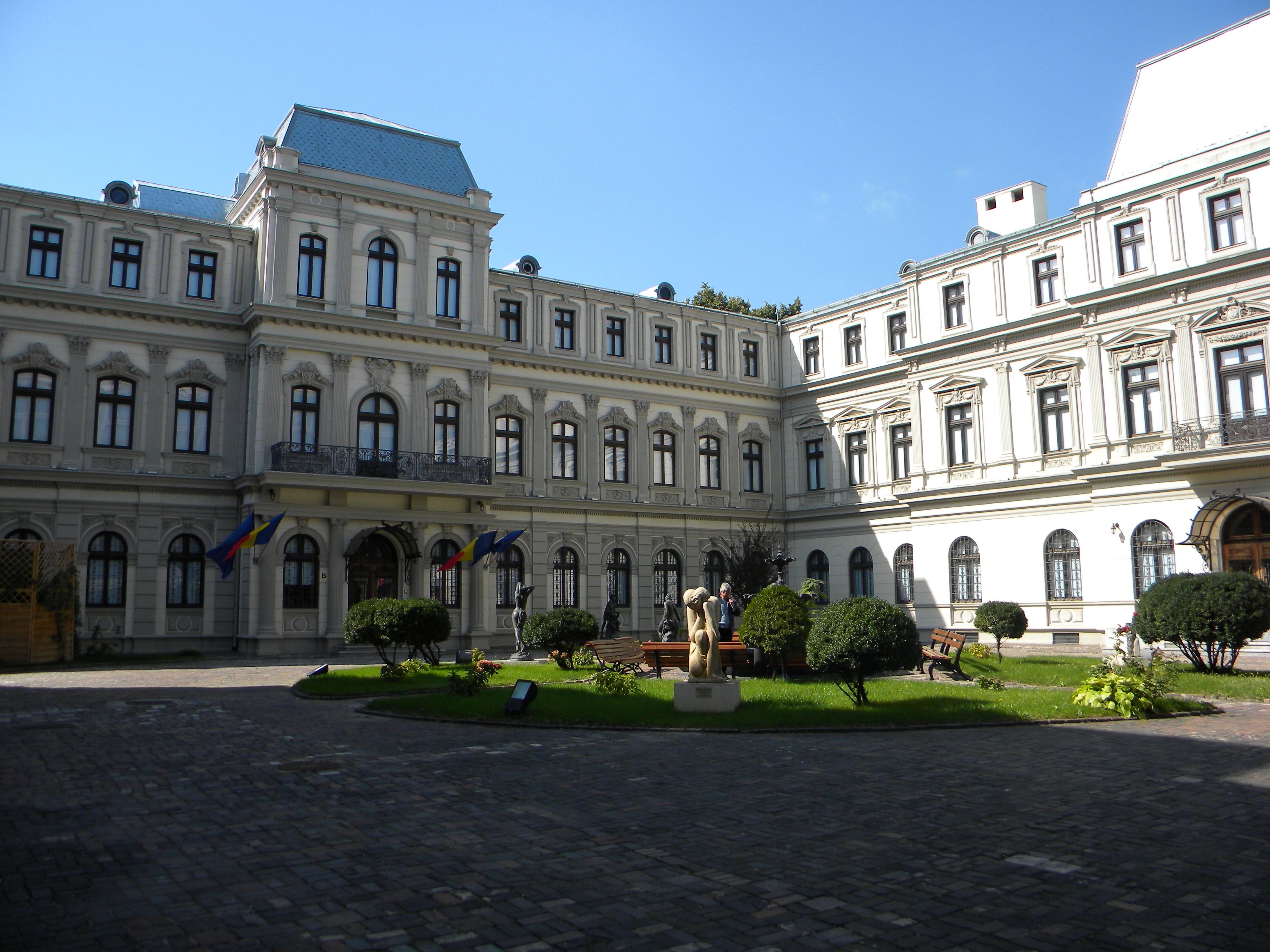
Le Palatul Romanit, qui abrite le musée.

Le musée des collections d'art (en roumain : Muzeul Colecțiilor de Artă) est un musée d'art de Roumanie situé dans la capitale, Bucarest. Il occupe le Palatul Romanit (ro), un palais situé sur la calea Victoriei, l'une des avenues principales du centre-ville de Bucarest. Il dépend du musée national d'art de Roumanie.
Il regroupe quarante-quatre collections privées roumaines comprenant des œuvres des XIXe et XXe siècles, en majorité d'artistes roumains. Quelques artistes ouest-européens sont représentés, et le musée comprend de belles pièces originaires d'Asie (Moyen et Extrême Orient).
Le musée administre également deux musées satellites, le musée Zambaccian et le musée Theodor Pallady (en).